# Kameni cvijet
Kameni cvijet je monumentalni spomenik posvećen svim žrtvama koje su stradale od strane ustaša u Koncentracijskom logoru Jasenovac tijekom Drugog svjetskog rata. Autor spomenika je arhitekt Bogdan Bogdanović. Spomenik je završen i svečano otvoren 1966. godine.

## Ostvarenje spomenika
Mjesto jasenovačkog logora, s obzirom na veličinu zločina koji se tamo dogodio, relativno dugo vremena bilo je vjerojatno jedino mjesto nekog masovnog zločina u Europi koje još nije bilo obilježeno. Inicijativa za obilježavanjem je bila pokrenuta i tako je početkom 1960-ih arhitekt Bogdan Bogdanović pobijedio na natječaju za dizajn spomenika, koji je konačno bio ostvaren 1964. godine.
Bogdanović je u skladu s tada popularnom primjenom geometrizma u kiparstvu ostvario cvijet koji je apstraktan, ali i geometrijski pravilne konstrukcije.

## Opis
Bogdanović je na mjestu logora koji je bio poprište ubijanja i mučenja, dizajnirao betonski cvijet, simbol nježnosti i ljepote. I sama činjenica da je cvijet sagrađen od betona ima svoju simboliku. Kada se posjetitelj za vrijeme toplog, sunčanog dana nađe unutar spomenika, temperatura postaje iznimno visoka, što posjetitelju stvara dojam da se nalazi usred pakla, što slikovito opisuje i jasenovački logor.
Bogdanović nije htio da spomenik bude nekakav simbol užasa koji se ovdje dogodio. Područje bivšeg jasenovačkog logora okružuju močvare i šikara, što je na neki način simbol ubijanja i smrti. Bogdanović je na tom mjestu ostvario cvijet, simbol života i ponovnog rađanja, što upravo karakterizira njegovu želju. On ne želi da se narodi prepiru i svađaju, nego da nakon užasa koji su se ovdje dogodili zavlada pomirenje i prestanak nasljeđivanja mržnje s koljena na koljeno.

## Vanjske poveznice
- Spomenik Cvijet u Jasenovcu, pristupljeno 12. kolovoza 2012.
- Jutarnji list: Novo svjetlo na remek-djelu Bogdana Bogdanovića: Kameni cvijet uvijek je bio više od spomenika  Arhivirana inačica izvorne stranice od 16. travnja 2012. (Wayback Machine), pristupljeno 12. kolovoza 2012.